# 湯氏擬花鮨
湯氏擬花鮨，又稱湯氏擬花鱸，為輻鰭魚綱鱸形目鱸亞目鮨科的其中一種，分布於太平洋的日本琉球群島及夏威夷群島海域，棲息深度5-190公尺，體長可達22公分，棲息在珊瑚礁區，為底棲性魚類，屬肉食性，可作為觀賞魚。

## 擴展閱讀
維基物種上的相關：湯氏擬花鮨